# Ellerbach (Suhle)
Der Ellerbach ist ein gut 10 Kilometer langer, linker Zufluss der Suhle im Eichsfelder Becken in der  Samtgemeinde Gieboldehausen im niedersächsischen Landkreis Göttingen.

## Verlauf
Der Ellerbach entspringt mit zwei Quellarmen in einem Waldgebiet westlich von Krebeck. Das Dorf tangiert er südlich, unterquert die B27 und erreicht Wollbrandshausen. Weiter bachabwärts ändert er seine Fließrichtung leicht von Ost auf Nordost und mündet an der südlichen Bebauungsgrenze von Gieboldehausen in die Suhle. Alternativ kann auch ein kurzer Zweigarm der Suhle, der nördlich von Rollshausen in die Hahle fließt, als Mündungsort angesehen werden, der parallel zur Hahle verlaufende Zweigarm der Suhle mündet demnach vor Gieboldehausen in den Ellerbach.

### Zuflüsse
Folgende Bäche fließen dem Ellerbach zu (In Klammern Zuflussseite und Ort in Mündungsnähe):
- Retlake (r, bei Wollbrandshausen)
- Totenhäuser Graben (l, bei Gieboldehausen)